# Aeropuerto Internacional Presidente Nicolau Lobato
El Aeropuerto Internacional Presidente Nicolau Lobato es el principal aeropuerto de Timor Oriental. Aunque tiene la segunda pista más larga del país, después del Aeropuerto de Baucau-Cakung. Opera tanto con vuelos nacionales, como vuelos internacionales desde y hacia Indonesia, Singapur y Australia.

## Destinos internacionales
| Ciudades por países | Nombre del aeropuerto                 | Aerolíneas                            | Aeronaves  | Frecuencias semanales |            |
| Sudamérica          | Sudamérica                            | Sudamérica                            | Sudamérica | Sudamérica            | Sudamérica |
| ------------------- | ------------------------------------- | ------------------------------------- | ---------- | --------------------- | ---------- |
| Brasil              |                                       |                                       |            |                       |            |
| Campinas            | Aeropuerto Internacional de Viracopos | Azul Líneas Aéreas (Planes de inicio) | A359       |                       |            |
| Europa              |                                       |                                       |            |                       |            |
| Portugal            |                                       |                                       |            |                       |            |
| Lisboa              | Aeropuerto de Lisboa                  | TAP Air Portugal (Planes de inicio)   | A339       |                       |            |
| Asia                |                                       |                                       |            |                       |            |
| Indonesia           |                                       |                                       |            |                       |            |
| Denpasar            | Aeropuerto Internacional Ngurah Rai   | Citilink NAM Air Sriwajaya Air        | B737       |                       |            |
| Singapur            |                                       |                                       |            |                       |            |
| Singapur            | Aeropuerto Internacional de Singapur  | Silk Air                              |            |                       |            |
| Oceanía             |                                       |                                       |            |                       |            |
| Australia           |                                       |                                       |            |                       |            |
| Darwin              | Aeropuerto Internacional de Darwin    | Airnorth Qantas                       | E          |                       |            |

## Estadísticas
Ver fuente y consulta Wikidata.